# Franz Kaufmann (Politiker)

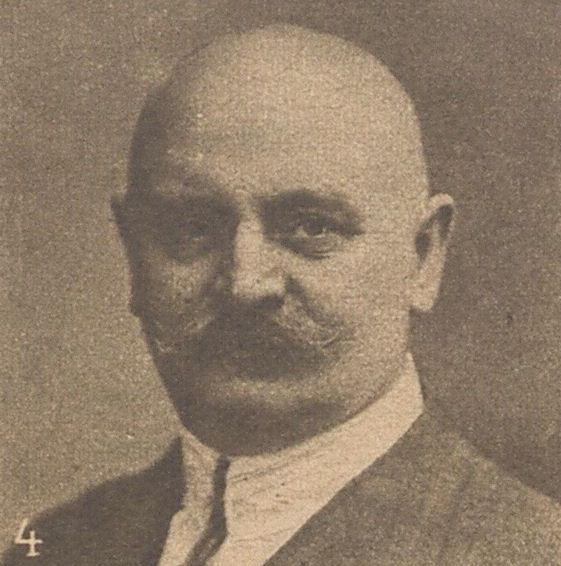
Franz Kaufmann, um 1929

Franz Kaufmann (* 5. April 1876 in Herbitz, Österreich-Ungarn; † 27. April 1939 Budweis) war ein deutsch-tschechoslowakischer Politiker (SPD, DSAP). 

## Leben und Wirken
Franz Kaufmann wurde im April 1876 als Sohn eines wohlhabenden Mühlenbesitzers im böhmischen Herbitz geboren, das damals zur Monarchie von Österreich-Ungarn gehörte. In seiner Jugend besuchte die Volksschule in Graupen und das Realgymnasium in Teplitz. Kaufmanns ursprünglicher Wunsch, Medizin zu studieren, zerschlug sich aufgrund des finanziellen Ruins des Vaters. Kaufmann, der nun gezwungen war, als Lohnarbeiter sein Auskommen zu finden, wurde Schlosser und Dreher in Teplitz. Später übte er diesen Beruf in den deutschen Städten Chemnitz und Brandenburg an der Havel sowie im österreichischen Wien aus. 1890 wurde er Mitglied der Sozialdemokratischen Partei Deutschlands (SPD) und des Deutschen Metallarbeiterverbands (DMV). Als Sozialdemokrat wurde er wiederholt entlassen und abgeschoben.
In den Jahren 1914 bis 1918 nahm Kaufmann am Ersten Weltkrieg teil, in dem er in Wolhynien und Südtirol zum Einsatz kam. Im Jahr 1919 gehörte Franz Kaufmann kurzzeitig der Weimarer Nationalversammlung an.
Nach dem Abschluss des Vertrags von Versailles im Juni 1919 wurde Kaufmanns böhmische Heimat ein Teil des neugeschaffenen Staates Tschechoslowakei. Als Angehöriger der deutschsprachigen Minderheit im Sudetengebiet wurde Kaufmann 1919 Mitglied der Deutschen sozialdemokratischen Arbeiterpartei in der tschechoslowakischen Republik (DSAP), dem tschechoslowakischen Nachfolger der österreichischen Arbeiterpartei. Von 1920 bis 1935 gehörte Kaufmann für die DSAP drei Legislaturperioden lang dem Parlament der Tschechoslowakei als Abgeordneter an. Für den DMV übernahm er Aufgaben als Obmann.
Sein weiterer Lebensweg ist unklar. Ein Indiz findet sich allerdings in einer Ausgabe der Sozialistischen Mitteilungen von 1942, die ihn in der Rubrik „Morde der Nazis in der Tschechoslowakei“ als ein früheres „Opfer des faschistischen Terrors“ im Gebiet des Protektorats Böhmen und Mähren erwähnt.

## Schriften
- Internationaler Metallarbeiter-Verband: Die Umwälzung in Technik und Wirtschaft, Komotau 1926.